# بن هاچینسون
بن هاچینسون (انگلیسی: Ben Hutchinson؛ زادهٔ ۲۷ نوامبر ۱۹۸۷) یک بازیکن فوتبال اهل بریتانیا است.